# Fiskebäck
Fiskebäck is een plaats in de gemeente Habo in het landschap Västergötland en de provincie Jönköpings län in Zweden. De plaats heeft 128 inwoners (2005) en een oppervlakte van 8 hectare.